# Doktorsavhandling
En doktorsavhandling utgör den textmässiga slutprodukten i en forskarutbildning, av Högskoleverket definierad som en ”akademisk avhandling framlagd vid en disputation för doktorsexamen” respektive ”vetenskapligt arbete som läggs fram och försvaras och som leder till en akademisk examen på forskarnivå”. Före 1969 (samt för avhandlingar som under åren närmast därefter lades fram i enlighet med de gamla reglerna) användes i Sverige begreppet gradualavhandling.
Det är obligatoriskt att avsluta en doktorsavhandling inom ramen för forskarutbildningen vid ett svenskt universitet. Om avhandlingen godkänts vid offentlig disputation utgör den en deluppfyllnad av kraven för doktorsexamen.
Doktorsavhandlingen kan utgöras av en enda sammanhängande framställning, en så kallad monografiavhandling (vanligt inom teologi, juridik och humaniora) eller ett antal tidigare publicerade vetenskapliga artiklar som fogas samman till en enhet med en inledande, sammanfattande text, en så kallad sammanläggningsavhandling (vanligt inom medicin, naturvetenskap, teknikvetenskap och samhällsvetenskap). Denna sammanfattande introduktion kallas i praxis "kappa" eller "ram" (från ramberättelse). Avhandlingen skall - oavsett format - presentera resultat från författarens egen forskning och vara av en sådan kvalitet och ha ett sådant nyhetsvärde att den är eller kan vara föremål för internationell vetenskaplig publicering.